# Ylimmäinen Kalliojärvi
Ylimmäinen Kalliojärvi eller Kalliojärvi är en sjö i Finland. Den ligger i kommunen Karleby i landskapet Mellersta Österbotten, i den centrala delen av landet, 400 km norr om huvudstaden Helsingfors. Ylimmäinen Kalliojärvi ligger 144 meter över havet. Arean är 7,7 hektar och strandlinjen är 1,24 kilometer lång. Sjön  ingår i Lesti å huvudavrinningsområde.   Den ligger vid sjön Alimmainen Kalliojärvi. I omgivningarna runt Ylimmäinen Kalliojärvi växer i huvudsak blandskog.